# José Humberto Soares
José Humberto Soares (Patos de Minas, 29 de outubro de 1960) é um político brasileiro.
Foi deputado federal por Minas Gerais na legislatura 2011-2015 e prefeito de Patos de Minas de 2001 a 2004.